# Twist
Il twist è un genere musicale degli anni sessanta originato dal rock and roll che divenne molto popolare grazie all'invenzione del ballo omonimo che «è come spegnere una sigaretta con i piedi e strofinare un'estremità con un asciugamano».
Prende il nome dalla canzone del 1958 The Twist di Hank Ballard (del gruppo musicale Hank Ballard & the Midnighters), B-side della canzone Teardrops on Your Letter del 1959, incisa in cover nel 1960 da Chubby Checker. Infatti quest'ultimo è considerato l'inventore del twist, specie dopo il brano del 1961 Let's Twist Again. I cantanti italiani del genere twist sono Edoardo Vianello e Peppino di Capri.
Anche Bill Haley, con il successo Rock Around the Clock, considerato uno dei brani più rappresentativi del rock and roll, ebbe un ballo twist.